# Ferdinand Hart
Pour les articles homonymes, voir Hart.
Ferdinand Hart (né le 28 octobre 1893 à Písek, mot le 12 janvier 1937 à Prague) est un acteur allemand.

## Biographie
Ferdinand Hart, fils d'un propriétaire, étudie le droit avant d'être enrôlé dans l'armée commune pendant la Première Guerre mondiale. En 1919, il rejoint le théâtre et entame sa carrière à Aussig. L'année suivante, il se rend au Deutsche Landestheater de Prague puis en 1921 au Théâtre de Düsseldorf. Hart arrive à Berlin à l'automne 1922 et est engagé au Deutsches Theater. On le voit sous la direction de Max Reinhardt dans des pièces du théâtre classique. Hart est Mammon lors de la représentation de Jedermann au Festival de Salzbourg en 1928. Hart travaille également sur d'autres grandes scènes comme la Volksbühne Berlin, les Saltenburg-Bühnen ou le Preußisches Staatstheater.
À partir de la fin du cinéma muet, Ferdinand Hart apparaît avec de nombreux rôles de figuration. Après la prise du pouvoir des nazis en 1933, Hart est immédiatement interdit de représentation à cause de son origine juive de père et de mère. Son dernier rôle théâtral est en février 1933 au Deutsches Theater dans le rôle du roi Thoas dans Iphigénie en Tauride de Goethe. Hart part en Tchécoslovaquie au printemps de la même année. Il continue de jouer au théâtre et au cinéma. Dans Le Golem, film français de Julien Duvivier, tourné à Prague, il incarne l'être artificiel. Hart décède des suites d'une thrombose coronaire, contractée en décembre 1936.
Ferdinand Hart épouse le 1er septembre 1928 Edith Franck Krieckler. Après le divorce à l'automne 1935, Edith Hart revient en Allemagne.

## Filmographie
- 1923 : Die Magyarenfürstin
- 1926 : La Carrière d'une midinette de Victor Janson
- 1927 : Die Bräutigame der Babette Bomberling
- 1927 : Gustav Mond, du gehst so stille
- 1928 : Vom Täter fehlt jede Spur (de)
- 1929 : Der Leutnant ihrer Majestät
- 1929 : Le Monocle vert (de)
- 1930 : La Dernière compagnie (de)
- 1930 : Die Warschauer Zitadelle
- 1930 : L'Affaire Dreyfus
- 1930 : Das gestohlene Gesicht
- 1930 : Le Concert de flûte de Sans-Souci
- 1930 : 1914, fleurs meurtries
- 1930 : Danton
- 1931 : Schneider Wibbel
- 1931 : ...und das ist die Hauptsache!?
- 1931 : Panique à Chicago (Panik in Chicago) de Robert Wiene
- 1931 : Im Geheimdienst (de)
- 1931 : Dupont et Cie (de)
- 1931 : L'Auberge du père Jonas
- 1931 : Luise, Königin von Preußen (de)
- 1932 : Der Geheimagent (de)
- 1932 : Ein toller Einfall
- 1932 : Das schöne Abenteuer
- 1932 : Die elf Schill'schen Offiziere
- 1932 : Unheimliche Geschichten (de)
- 1932 : Loup-garou
- 1933 : Die Blume von Hawaii (de)
- 1933 : Das Glück von Grinzing
- 1933 : La vie est une chienne
- 1933 : V tom domecku pod Emauzy
- 1934 : Zena, ktera vi co chce
- 1934 : Hej rup! (cs)
- 1934 : Mazlícek
- 1935 : Ať žije nebožtík (cs)
- 1935 : První políbení
- 1935 : Jana
- 1935 : Milan Rastislav Štefánik
- 1936 : Le Golem
- 1936 : Jízdní hlídka

## Crédit d'auteurs
- (de) Cet article est partiellement ou en totalité issu de l’article de Wikipédia en allemand intitulé « Ferdinand Hart » (voir la liste des auteurs).